# Pik Dserschinski
Der Pik Dserschinski (russisch Пик Дзержинского) ist einer der höchsten Berge im zentralen Abschnitt der Transalai-Kette im nördlichen Teil des Pamir (Zentralasien). 

## Lage
Der 6717 m hohe Pik Dserschinski erhebt sich 8,76 km westlich vom Pik Lenin, wenige Meter südwestlich des Hauptkamms, auf tadschikischem Gebiet. An der Südflanke des Pik Dserschinski liegt der Bakugletscher. 

## Namensherkunft
Der Berg wurde nach dem russischen Berufsrevolutionär Felix Dserschinski benannt.

## Nebengipfel
Der Nebengipfel Pik Baku (6305 m ⊙) liegt auf dem Nebenkamm des Pik Dserschinski, 3,4 km westsüdwestlich.

## Besteigungsgeschichte
Der Pik Dserschinski wurde 1936 von einer sowjetischen Bergsteigergruppe, die von Jewgeni Belezki geführt wurde, erstbestiegen.